# Сенное (Полтавская область)
Сенное (укр. Сінне) — село,
Василевский сельский совет,
Кобелякский район,
Полтавская область,
Украина.
Код КОАТУУ — 5321880907. Население по переписи 2001 года составляло 47 человек.

## Географическое положение
Село Сенное находится на расстоянии в 1 км от села Брынзы, в 2,5 км — седо Деменки.
К селу примыкает большое болото.

## История
В 1946 году указом ПВС УССР хутор Карловка переименован в Сенной.